# Mangawhero River
Der Mangawhero River ist ein Fluss in Neuseeland, der über den Whangaehu River an der Südwestküste der Nordinsel in die Tasmansee entwässert. Der Name der Māori lässt sich frei als „Roter Fluss“ übersetzen.

## Geographie
Der Fluss entspringt an der Südwestflanke des 2797 m hohen Mount Ruapehu. Von dort fließt er in Richtung Südwesten, stürzt an den Mangawhero Falls 28 m und nimmt den Makotuku River auf. Später knickt er nach Süden ab und mündet in den Whangaehu River, der nach etwa 30 km südlich von Wanganui in die Tasmansee entwässert.

## Infrastruktur
Abgesehen von den letzten Kilometern nach der Mündung folgt der New Zealand State Highway 4 dem Flusslauf bis kurz vor die Ortschaft Raetihi. Von dort folgt die Raetihi Ohakune Road dem Fluss in östlicher Richtung bis Ohakune. Von der Stadt aus verläuft die Ohakune Mountain Road bis in die Nähe der Quelle. Hier liegt neben verschiedenen Wanderwegen auch das Turoa Skifield.